# Töreboda samrealskola
Töreboda samrealskola var en realskola i Töreboda verksam från 1943 till 1966. 

## Historia
Skolan fanns från 1943 som en kommunal mellanskola
. Denna ombildades från 1946 successivt till Töreboda samrealskola.
Realexamen gavs från omkring 1944 till 1966.